# Letiště Zadar
Letiště Zadar (chorvatsky: Zračna luka Zadar; IATA: ZAD, ICAO: LDZD) je mezinárodní letiště, které obsluhuje chorvatský Zadar. Nachází se ve vesnici Zemunik Donji, 8 km od centra Zadaru.

## Historie
Již v roce 1936 měl Zadar pravidelné komerční lety, které původně zajišťovala letecká společnost Ala Littoria. V průběhu času se letiště rozrostlo na 4. největší chorvatské mezinárodní letiště, které odbavilo 801 347 cestujících ročně. Dříve to bylo jedno z mála letišť na světě, kde pojezdová dráha překračovala veřejnou komunikaci. Silnice byla uzavřena dne 7. dubna 2010 z důvodu podmínek sjednaných s Evropskou unií během jednání o přistoupení Chorvatska.

## Zařízení
Letiště je také hlavní výcvikovou základnou chorvatského letectva.

## Letecké společnosti a destinace
| Letecké společnosti   | Destinace |
| --------------------- | --- |
| AirExplore            | Sezónní: Košice |
| Austrian Airlines     | Sezónní: Vídeň |
| Chair Airlines        | Sezónní: Zürich |
| Croatia Airlines      | Pula, Záhřeb Sezónní: Frankfurt |
| easyJet               | Sezónní: Amsterdam, Basilej/Mylhúzy, Berlín, Londýn–Gatwick, Milán–Malpensa |
| Eurowings             | Sezónní: Berlín, Kolín/Bonn, Düsseldorf, Hamburk, Stuttgart |
| Iberia Express        | Sezónní: Madrid |
| LOT Polish Airlines   | Sezónní: Bydhošť, Gdaňsk, Krakov, Řešov, Štětín, Varšava–Chopin |
| Lufthansa             | Sezónní: Frankfurt, Mnichov |
| Luxair                | Sezónní: Lucemburk |
| Neos                  | Sezónní charterová: Tel Aviv |
| Ryanair               | Sezónní: Aarhus, Bari, Beauvais, Bergamo, Berlín, Bologna, Brémy, Bukurešť, Budapešť, Charleroi, Kolín/Bonn, Dublin, Edinburgh, Eindhoven, Frankfurt, Gdaňsk, Göteborg, Hamburk, Karlsruhe/Baden-Baden, Krakov, Londýn–Stansted, Maastricht/Aachen, Manchester, Marseille, Memmingen, Neapol, Newcastle upon Tyne (začíná 27. března 2022), Poznaň, Praha, Řím–Ciampino, Stockholm–Skavsta (končí 30. října 2021), Växjö, Vídeň, Varšava–Modlin, Weeze, Vratislav |
| S7 Airlines           | Sezónní: Moskva-Domodědovo |
| Scandinavian Airlines | Sezónní: Kodaň |
| Transavia             | Sezónní: Paříž–Orly, Rotterdam/Haag |
| Vueling               | Sezónní: Řím-Fiumicino |

## Statistiky
| Year | Passengers | Cargo   |
| ---- | ---------- | ------- |
| 1976 | ▬ 146 000  | N/A     |
| 2001 | ▼ 39 244   | N/A     |
| 2002 | ▲ 49 949   | 7 379   |
| 2003 | ▲ 69 876   | 11 698  |
| 2004 | ▼ 65 853   | 58 889  |
| 2005 | ▲ 86 857   | 257 658 |
| 2006 | ▼ 65 423   | 23 614  |
| 2007 | ▲ 119 449  | 13 652  |
| 2008 | ▲ 157 978  | 3 963   |
| 2009 | ▲ 215 868  | 337 919 |
| 2010 | ▲ 272 675  | 15 975  |
| 2011 | ▲ 284 980  | 19 457  |
| 2012 | ▲ 371 256  | 10 516  |
| 2013 | ▲ 472 572  | 17 267  |
| 2014 | ▲ 496 697  | 7 275   |
| 2015 | ▼ 487 652  | 12 791  |
| 2016 | ▲ 520 924  | 26 450  |
| 2017 | ▲ 589 841  | 5 925   |
| 2018 | ▲ 603 819  | 19 953  |
| 2019 | ▲ 801 347  | 2 517   |
| 2020 | ▼ 120 747  | 50      |